# Ptolemäus (Märtyrer)
Ptolemäus († um 165 in Rom) war ein christlicher Märtyrer.
Die Geschichte des Martyriums des Ptolemäus war Anlass für die zweite Apologie Justins des Märtyrers, die dieser an den römischen Kaiser richtete; in dieser Apologie wird auch beschrieben, wie es zu dem Martyrium kam. Er berichtet, wie eine Christin sich von ihrem Mann, der ein zügelloses Leben geführt habe, getrennt habe, woraufhin der Mann die Frau beim römischen Präfekten Lollius Urbicus als Christin denunzierte. Als der Frau keine konkreten Verfehlungen nachgewiesen werden konnten, habe Urbicus kurzerhand Ptolemäus, ihren christlichen Lehrer, festnehmen lassen. Daraufhin habe ein Lucius Einspruch gegen die Maßnahme des Präfekten erhoben, da auch gegen Ptolemäus nichts vorlag und eine Verurteilung allein wegen des Christennamens unrechtmäßig sei. Als Urbicus ihn gefragt habe, ob er denn auch zu den Christen gehöre, habe dieser bejaht, und ein Dritter habe sich dem angeschlossen. Ptolemäus, Lucius und der ungenannte Dritte seien dann hingerichtet worden.
Das Martyrium des Ptolemäus und seiner beiden Begleiter wurde von Beda, einem angelsächsischen Benediktinermönch und Geschichtsschreiber, nach Alexandria gesetzt, tatsächlich hat es aber in Rom stattgefunden. Da Justin im Jahre 165 hingerichtet wurde, muss das Martyrium des Ptolemäus wenig früher stattgefunden haben. Gedenktag des als Heiliger verehrten Märtyrers ist der 19. Oktober.